# Clitocybe obsoleta

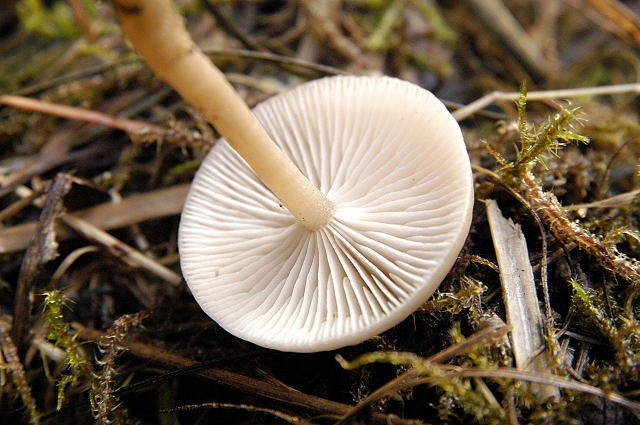

Clitocybe obsoleta (Batsch) Quél. – gatunek grzybów z rzędu pieczarkowców (Agaricales).

## Systematyka i nazewnictwo
Pozycja w klasyfikacji według Index Fungorum: Clitocybe, Incertae sedis, Agaricales, Agaricomycetidae, Agaricomycetes, Agaricomycotina, Basidiomycota, Fungi.
Po raz pierwszy takson ten opisał w 1789 r. August Johann Georg Karl Batsch, nadając mu nazwę Agaricus obsoletus. Obecną nazwę nadał mu Lucien Quélet w 1872 r. Według Index Fungorum jest to takson niepewny

## Morfologia
Kapelusz
Średnica 0,7–3,8 cm, początkowo wypukły, potem spłaszczony, na koniec lekko wklęsły, higrofaniczny. Brzeg bez prążkowań lub bardzo słabo prążkowany i tylko bardzo blisko brzegu. Powierzchnia gładka, szara, w stanie wilgotnym beżowo-brązowa, w stanie suchym kremowa do kremowobrązowej, środek tej samej barwy, czasami nieznacznie ciemniejszy.
Blaszki
Od przyrośniętych do zbiegających, rzadkie, początkowo kremowobiałe, później brudno kremowe, z blaszeczkami. Ostrza równe.
Trzon
Wysokość 2,5–3,2 cm, grubość 0,2–0,9 cm, cylindryczny, zakrzywiony. Powierzchnia kremowo-beżowa do brązowo-beżowej z białawymi, podłużnymi włóknami, podstawa z resztkami białawej grzybni z resztkami grzybni.
Miąższ
O silnym zapachu anyżu.
Cechy mikroskopowe
Podstawki maczugowate, czterozarodnikowe, ze sprzążkami, o wymiarach 18,8-26,5 × 4,4–8,0 μm. Bazydiospory elipsoidalne do cylindrycznych, gładkie, szkliste, z gutulami, 4,7-7,9 × 2,2–4,2 μm; Q = 1,4. Cystyd brak. Strzępki w skórce kapelusza równoległe, lekko zżelowane, z wyprostowanymi, pogiętymi i guzkowatymi zakończeniami.

## Występowanie i siedlisko
Znane jest występowanie Clitocybe obsoleta w Europie i Ameryce Północnej. Brak go w opracowanym w 2003 r. przez Władysława Wojewodę wykazie wielkoowocnikowych grzybów podstawkowych Polski, ale został znaleziony w późniejszych latach.
Naziemny grzyb saprotroficzny.